# Мария-да-Фе
Мария-да-Фе (порт. Maria da Fé) — муниципалитет в Бразилии, входит в штат Минас-Жерайс. Составная часть мезорегиона Юг и юго-запад штата Минас-Жерайс. Входит в экономико-статистический микрорегион Итажуба. Население составляет 15 330 человек на 2006 год. Занимает площадь 203,774 км². Плотность населения — 75,2 чел./км².

## История
Город основан 1 июня 1912 года. 

## Статистика
- Валовой внутренний продукт на 2003 год составляет 47 856 213,00 реалов (данные: Бразильский институт географии и статистики).
- Валовой внутренний продукт на душу населения на 2003 год составляет 3190,84 реалов (данные: Бразильский институт географии и статистики).
- Индекс развития человеческого потенциала на 2000 год составляет 0,733 (данные: Программа развития ООН).

## География
Климат местности: горный тропический. В соответствии с классификацией Кёппена, климат относится к категории Cwb.